# 林本大
林本 大（はやしもと だい、1977年（昭和52年） - ）は、能楽師シテ方観世流。佐賀県唐津市出身、大阪市大正区育ち。大阪府立市岡高等学校卒業。
関西大学の能楽部にて、能楽に出会い、1999年（平成11年）山本眞義および山本章弘のもとに入門。この年22歳で初舞台、10年間の内弟子修行を行う。2008年（平成20年）6月独立。
独立以来、大阪府・九州地方を中心に能楽の普及活動を行っている。独立の翌年から毎年、育った土地である大阪市大正区を舞台に「アゼリア大正DE能」を5年間主催した。
また、能にとどまらず、気鋭の劇作家林慎一郎が能の人気曲「安達原」を現代演劇とコラボレーションさせた「紡ぎ歌　鬼こもれりと聞くはまことか」（山本能楽堂）に出演
。
2019年、旭堂南龍・桂紋四郎・松井宗豊・真山隼人・京山幸太・竹本碩太夫・鶴澤燕二郎・今村哲朗らと講談・落語・浪曲・茶道・能楽・文楽による上方伝統文化芸能若手中堅ユニット「霜乃会」結成に参加。
2019年より山階彌右衛門に師事。